# Nekrolog 1270
Nekrolog
◄◄
| ◄
| 1266
| 1267
| 1268
| 1269
| 1270 | 1271 | 1272 | 1273 | 1274 | ► | ►►
Weitere Ereignisse | Allgemeiner Nekrolog 1270
Die Beschreibung der verstorbenen Person sollte so kurz wie möglich gehalten sein und nur deren signifikante Tätigkeit(en) enthalten.
Neue Namen ggf. auch unter dem Geburts- und Sterbedatum, also etwa unter 1. Januar und im Geburts- und Sterbejahr (2024) eintragen (nur bei entsprechender großer Wichtigkeit). Für Beispiele siehe die schon vorhandenen Artikel.
Außerdem über die fünf zuletzt Verstorbenen, zu denen es einen ausreichend guten Artikel für eine Präsentation auf der Hauptseite gibt, nach der todesbedingten Überarbeitung der Artikel ggf. auch unter Wikipedia Diskussion:Hauptseite informieren und sie am besten auch in den anderen Wikipedia-Sprachversionen eintragen. Tipp: Regelmäßig bei news.google.de nach „ist tot“, „gestorben“ oder „verstorben“ suchen.
Wenn eine Person gestorben ist, gibt es viele Seiten zu dieser Person in der Wikipedia, die davon auch betroffen sind und entsprechend aktualisiert werden müssen. Beispiele: Namenübersichtsseite, Geburtsjahr, Geburtsort-Seiten und viele mehr.
Wie finde ich die betroffenen Seiten?
Im Suchfeld auf der linken Seite gibt man den Suchbegriff so ein: „Vorname Nachname“. Dann klickt man auf Volltext und alle Seiten mit entsprechendem Suchtext werden aufgerufen. Hier sieht man dann schnell, wo auch das Todesjahr Sinn macht oder sogar ein Teil des Artikels angepasst werden muss. Auch hilft das „Werkzeug“ auf der linken Seite sehr gut, um solche Seiten aufzufinden: „Links auf diese Seite“. Somit ist die Wikipedia wieder aktuell in allen Bereichen! Hinweis: bei Eintragung der Kategorie „Gestorben JAHR“ wird der Missbrauchsfilter 49 ausgelöst, was jedoch nicht schlimm ist. Siehe: Spezial:Missbrauchsfilter/49
Dies ist eine Liste von im Jahr 1270 verstorbenen bekannten Persönlichkeiten. Die Einträge erfolgen innerhalb der einzelnen Daten alphabetisch sortiert. Tiere sind im Nekrolog für Tiere zu finden.

## Januar
| Tag        | Name                   | Beruf, bekannt als                                         | Alter | Beleg |
| ---------- | ---------------------- | ---------------------------------------------------------- | ----- | ----- |
| 14. Januar | Walter de Dunstanville | englischer Ritter                                          |       |       |
| 18. Januar | Margareta von Ungarn   | Tochter König Bélas IV. von Ungarn, Dominikanerin, Heilige |       |       |

## März
| Tag      | Name                 | Beruf, bekannt als                                             | Alter | Beleg |
| -------- | -------------------- | -------------------------------------------------------------- | ----- | ----- |
| 17. März | Philipp von Montfort | Herr von Castres, La Ferté-Alais, Brétencourt, Toron und Tyrus |       |       |

## April
| Tag       | Name                    | Beruf, bekannt als | Alter | Beleg |
| --------- | ----------------------- | --- | ----- | ----- |
| 27. April | Wladislaw von Schlesien | Herzog von Schlesien-Breslau, erwählter Bischof von Bamberg und Passau, Erzbischof von Salzburg, Administrator von Breslau |       |       |

## Mai
| Tag    | Name     | Beruf, bekannt als                   | Alter | Beleg |
| ------ | -------- | ------------------------------------ | ----- | ----- |
| 3. Mai | Béla IV. | König von Ungarn, König von Kroatien | 63    |       |

## Juli
| Tag      | Name                   | Beruf, bekannt als                                       | Alter | Beleg |
| -------- | ---------------------- | -------------------------------------------------------- | ----- | ----- |
| 8. Juli  | Heilewigis             | Äbtissin im Stift Freckenhorst                           |       |       |
| 9. Juli  | István Báncsa          | Erzbischof von Esztergom und erster ungarischer Kardinal |       |       |
| 14. Juli | Bonifatius von Savoyen | Erzbischof von Canterbury                                |       |       |
| 17. Juli | Margarete              | Markgräfin von Namur                                     |       |       |
| 19. Juli | Florent de Varennes    | Admiral von Frankreich                                   |       |       |

## August
| Tag        | Name                                    | Beruf, bekannt als                                                       | Alter | Beleg |
| ---------- | --------------------------------------- | ------------------------------------------------------------------------ | ----- | ----- |
| 3. August  | Johann von Damiette                     | Sohn des Königs Ludwig IX. von Frankreich und der Margarete von Provence | 20    |       |
| 6. August  | David I. of Strathbogie, Earl of Atholl | Earl of Atholl                                                           |       |       |
| 8. August  | Margaretha von Staufen                  | Landgräfin in Thüringen und Pfalzgräfin von Sachsen                      |       |       |
| 10. August | Raoul de Grosparmy                      | Bischof von Évreux, Kardinalbischof von Albano, päpstlicher Legat        |       |       |
| 10. August | Alan de la Zouche                       | englischer Adliger                                                       |       |       |
| 23. August | Gauthier III. de Nemours                | Herr von Nemours, Marschall von Frankreich                               |       |       |
| 25. August | Alfons von Brienne                      | französischer Graf von Eu, Großkämmerer von Frankreich                   |       |       |
| 25. August | Ludwig IX.                              | König von Frankreich (1226–1270)                                         | 56    |       |

## September
| Tag           | Name                     | Beruf, bekannt als                   | Alter | Beleg |
| ------------- | ------------------------ | ------------------------------------ | ----- | ----- |
| 24. September | Philipp II. von Montfort | Herr von Castres, Graf von Squillace |       |       |

## Oktober
| Tag         | Name                   | Beruf, bekannt als                                  | Alter | Beleg |
| ----------- | ---------------------- | --------------------------------------------------- | ----- | ----- |
| 3. Oktober  | Adolf I.               | Graf von Waldeck und Schwalenberg                   |       |       |
| 30. Oktober | Hugo XII. von Lusignan | Herr von Lusignan, Graf von La Marche und Angoulême |       |       |

## November
| Tag         | Name                  | Beruf, bekannt als                                             | Alter | Beleg |
| ----------- | --------------------- | -------------------------------------------------------------- | ----- | ----- |
| 2. November | Wichmann von Arnstein | Mystiker und Mitbegründer des Dominikanerklosters in Neuruppin |       |       |

## Dezember
| Tag         | Name         | Beruf, bekannt als                    | Alter | Beleg |
| ----------- | ------------ | ------------------------------------- | ----- | ----- |
| 4. Dezember | Theobald II. | König von Navarra, Graf von Champagne |       |       |

## Datum unbekannt
| Tag | Name                            | Beruf, bekannt als                                            | Alter | Beleg |
| --- | ------------------------------- | ------------------------------------------------------------- | ----- | ----- |
|     | Roger Bigod, 4. Earl of Norfolk | englischer Magnat und Höfling                                 |       |       |
|     | Bartolomeo di Breganze          | Bischof von Vicenza und Gründer des Ordens der Frati gaudenti |       |       |
|     | Héric de Beaujeu                | Marschall von Frankreich, Herr von Herment                    |       |       |
|     | Étienne Boileau                 | erster königlicher Vogt (Prévôt) von Paris                    |       |       |
|     | David VII.                      | König von Georgien                                            |       |       |
|     | Guru Chökyi Wangchug            | Tertön-König der Nyingma-Schule des tibetischen Buddhismus    |       |       |
|     | Ibn Abī Usaibiʿa                | arabischer Arzt und Biograph                                  |       |       |
|     | Maredudd ap Gruffudd            | walisischer Lord of Caerleon                                  |       |       |
|     | Margarete Skulesdatter          | Königin von Norwegen (1225–1263)                              |       |       |
|     | Maria Laskaris von Nicäa        | Königin von Ungarn                                            |       |       |
|     | Mathieu III. de Montmorency     | Herr von Montmorency                                          |       |       |
|     | Nachmanides                     | jüdischer Gelehrter, Rabbi, Arzt, Philosoph und Dichter       |       |       |
|     | Raoul von Soissons              | französischer Trouvère und Kreuzfahrer                        |       |       |
|     | Renaud de Précigny              | Marschall von Frankreich                                      |       |       |